# Harmanovo
Harmanovo (986 m) –  szczyt w południowo-zachodniej części Wielkiej Fatry na Słowacji. Wznosi się w południowo-wschodnim grzbiecie szczytu Maľý Rakytov (1194 m). Jest to długi, wąski, wielokrotnie zmieniający kierunek i w dolnej części niski grzbiet. Oddziela dolinę potoku Dolinka od Žarnovickiej doliny. Kolejno od wschodu na zachód znajdują się w nim: Maly Rakytov, Harmanovo, Čremošnianske lazy i kilka innych bezimiennych wierzchołków.
Harmanovo zbudowany jest ze skał wapiennych. Jest porośnięty lasem, ale są w nim liczne wapienne skały. Stoki opadające do dna potoku Dolinka są dość łagodne, zbocza Žarnovickiej doliny bardziej strome. Znajduje się w obrębie Parku Narodowego Wielka Fatra.